# Mohamed Akkari
Mohamed Akkari, né en 1978 à Mahdia et mort le 28 avril 2017 à Tunis, est un acteur et animateur de radio tunisien.

## Biographie
À la suite d'une opération chirurgicale de la vésicule biliaire, le 28 avril 2017, Mohamed Akkari décède d'un arrêt cardiaque à l'âge de 39 ans, ; il est inhumé le lendemain dans sa ville natale de Mahdia.

## Filmographie

### Cinéma
- 2014 : Habass Kadheb (Liar Prison) de Nabil Barkati (court métrage)
- 2016 : Crash d'Alaaeddine et Bahaeddine Jlassi (court métrage)
- 2017 : La Belle et la Meute de Kaouther Ben Hania[4]

### Télévision
- 2013 : Layem de Khaled Barsaoui[4] : Karim
- 2014 : Naouret El Hawa (saison 1) de Madih Belaïd[5] : Fadhel
- 2014 : Maktoub (saison 4) de Sami Fehri : Khaled
- 2015 : Plus belle la vie (saison 11 : Prime : dette d'honneur) de Didier Albert
- 2015 : Le Risque de Nasreddine Shili
- 2015 : Histoires tunisiennes de Nada Mezni Hafaiedh[1]
- 2015-2016 : Nsibti Laaziza de Slaheddine Essid (invité d'honneur des épisodes 4 et 19 de la saison 5 et des épisodes 6 et 14 de la saison 6) : Dr Ahmed Ben Hassena
- 2017 : Dawama de Naïm Ben Rhouma, Mohamed Ali Mihoub et Abdelmonem Hwass : Kamel Bahri[4]
- 2017 : Awled Moufida (saison 3) de Sami Fehri

## Radio
- 2014 : Radio Réveil et Jawwek 9-12 sur Radio IFM : animateur
- 2015 : Summertime sur Radio Kelma : animateur